# 鈴木氏櫛鱗鰨
鈴木氏櫛鱗鰨為輻鰭魚綱鰈形目鰨亞目鰨科的其中一種，為熱帶海水魚，分布於西太平洋印尼海域，棲息深度4-27公尺，體長可達7.5公分，棲息在沙底質底層水域，生活習性不明。